# Sapranthus hirsutus
Sapranthus hirsutus là loài thực vật có hoa thuộc họ Na. Loài này được van Rooden ex G.E. Schatz mô tả khoa học đầu tiên năm 2001.